# Matevž Mezeg
Matevž Mezeg, slovenski partizan, * 21. september 1913, Javorjev Dol, † po? 12. decembru 1943, Škofja Loka - okolica.

## Življenjepis
Rojen je bil v Ledinah pri Stari Oselici v delavski družini. V Stražišču se je pri Frantarju izučil soboslikarske obrti. Tam je ostal do odhoda v partizane. V Sokolu so mu zaupali vodenje knjižnice, tekmoval pa je na orodju in nastopal pri večernih akademijah. Sodeloval je tudi pri sokolskem gledališču.
Med vojno se je povezal z OF v Stražišču. V partizane je odšel 15. junija 1943 in se boril v Gorenjskem odredu. Od 12. decembra 1943 je pogrešan nekje v okolici Škofje Loke.